# Tell Abu Hureyra
Tell Abu Hureyra (en arabe : tall ʾabū hurayra, تل أبو هريرة) est un site de la vallée de l’Euphrate (nord de l’actuelle Syrie, nord-ouest de l’ancienne Mésopotamie), qui a été le siège d'une occupation humaine entre 9 500 et 6 000 avant notre ère.

## Fouilles
Site proche de l'Euphrate, il a été l’objet de fouilles (dirigées par A.M.T. Moore) en 1972 et 1973 avant son engloutissement sous les eaux du lac el-Assad à la suite de la construction du barrage de Tabqa et de la mise en eau de ce dernier en 1976. Ce site porte des traces parmi les plus anciennes de la domestication des plantes et des animaux. Les résultats de ces fouilles ont largement fait progresser les connaissances sur le processus de néolithisation au Proche-Orient.

## Site
Au début de l’époque néolithique, fin Xe début du IXe millénaire av. J.-C., seule l’extrémité nord du site (Tell Abu Hureyra 1) est occupée par un simple village. Les outils retrouvés sont typiques de ceux présents à cette époque dans l’ensemble du Proche-Orient et la présence d’importants vestiges végétaux (légumineuses, céréales) et animaux (gazelles, moutons, chèvres, moules d’eau douce, poissons) implique une population déjà sédentarisée pratiquant, outre la chasse, une forme rudimentaire d’agriculture. 
Après que le premier village ait été abandonné pendant quelques siècles (8500-7500 av. J.-C.), l’ensemble du site fut réoccupé (Tell Abu Hureyra 2) par une population beaucoup plus nombreuse (plusieurs milliers d’habitants) et devint le plus grand établissement du néolithique ancien dans la région : le site était en relation avec l’ensemble du Proche-Orient (Turquie, Mer Rouge, Côte méditerranéenne) et son développement reposait sur celui de l’agriculture, peut-être irriguée, et de l’élevage. Les objets retrouvés (silex, obsidienne, os, pierres semi-précieuses) ne comportent pas de céramique bien que la présence d’objets d’argile (perles d’argile, figurines) semble prouver que les habitants en connaissaient déjà les propriétés. Après avoir atteint sa taille maximale au VIIe millénaire, Tell Abu Hureyra déclina au VIe millénaire et fut définitivement abandonné vers 5900 av. J.-C. : selon Andrew Moore, les causes de ce déclin, puis de cet abandon, sont à la fois climatiques (réchauffement de la température, baisse des précipitations) et démographiques (surexploitation des ressources naturelles).

## Culture
Le village dont la population a évolué de 200 à 300 habitants au début du néolithique à 2 000 à 3 000 dans la seconde phase semble avoir été inoccupé entre 8000 et 7500 av. J.-C. Pendant l'épipaléolithique et au début du Néolithique, 80 % des os d'animaux retrouvés sont des os de gazelles de tous âges, ce qui implique des techniques de chasse massive : les chasseurs rabattent les gazelles, lors de leur migration saisonnière, vers de grands enclos (appelés "desert kites") dans lesquels elles sont abattues. Dès le début de cette période, les habitants semblent avoir eu un mode de vie sédentaire et la présence, quoique minoritaire, d'os de chèvres et de moutons, semble prouver l'existence de l'élevage. Entre 6500 et 6000 av. J.-C., l'économie animale du site connaît un bouleversement lié à l'anéantissement des troupeaux de gazelles (chassées alors dans toute la région) : les importances relatives des ossements s'inversent (les os de gazelles passent de 80 % à 20 % du total, alors que ceux des chèvres et de moutons passent de 10 % à 60 %). En conclusion, les auteurs mettent l'accent sur la lenteur et la transition progressive du passage d'une société de chasseurs-cueilleurs à une société d'agriculteurs-éleveurs,.
Une étude publiée en 2016 suggère que la culture systématique des céréales a commencé bien avant la fin du Pléistocène il y a au moins 13 000 ans, et que le seigle était parmi les premières cultures. Les preuves semblent indiquer que les chasseurs-cueilleurs du site d'Abu Hureyra ont commencé à cultiver des plantes en réponse à une forte diminution des plantes sauvages qui avaient servi d'aliments de base pendant au moins les quatre siècles précédents. Le déclin de ces aliments de base sauvages serait attribuable à une inversion climatique soudaine, sèche et froide, équivalente à la période du « Dryas récent ». À Abu Hureyra, il semble donc que le principal déclencheur pour que les occupants du site commencent à cultiver des aliments de base caloriques ait été le changement climatique.

## Galerie

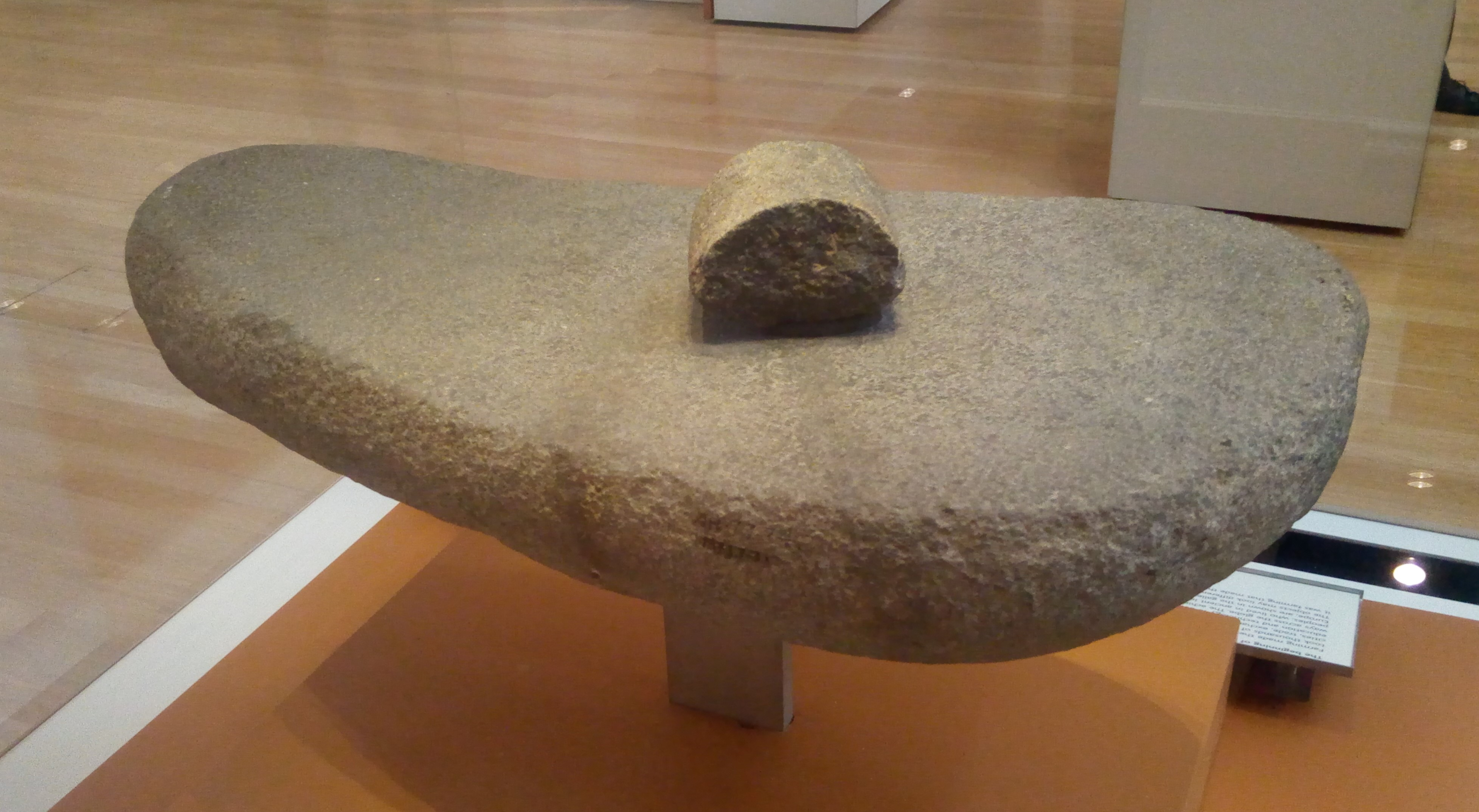
Petite et grande pierre servant à moudre des grains, v. 9500-9000 av. J.-C. British Museum.
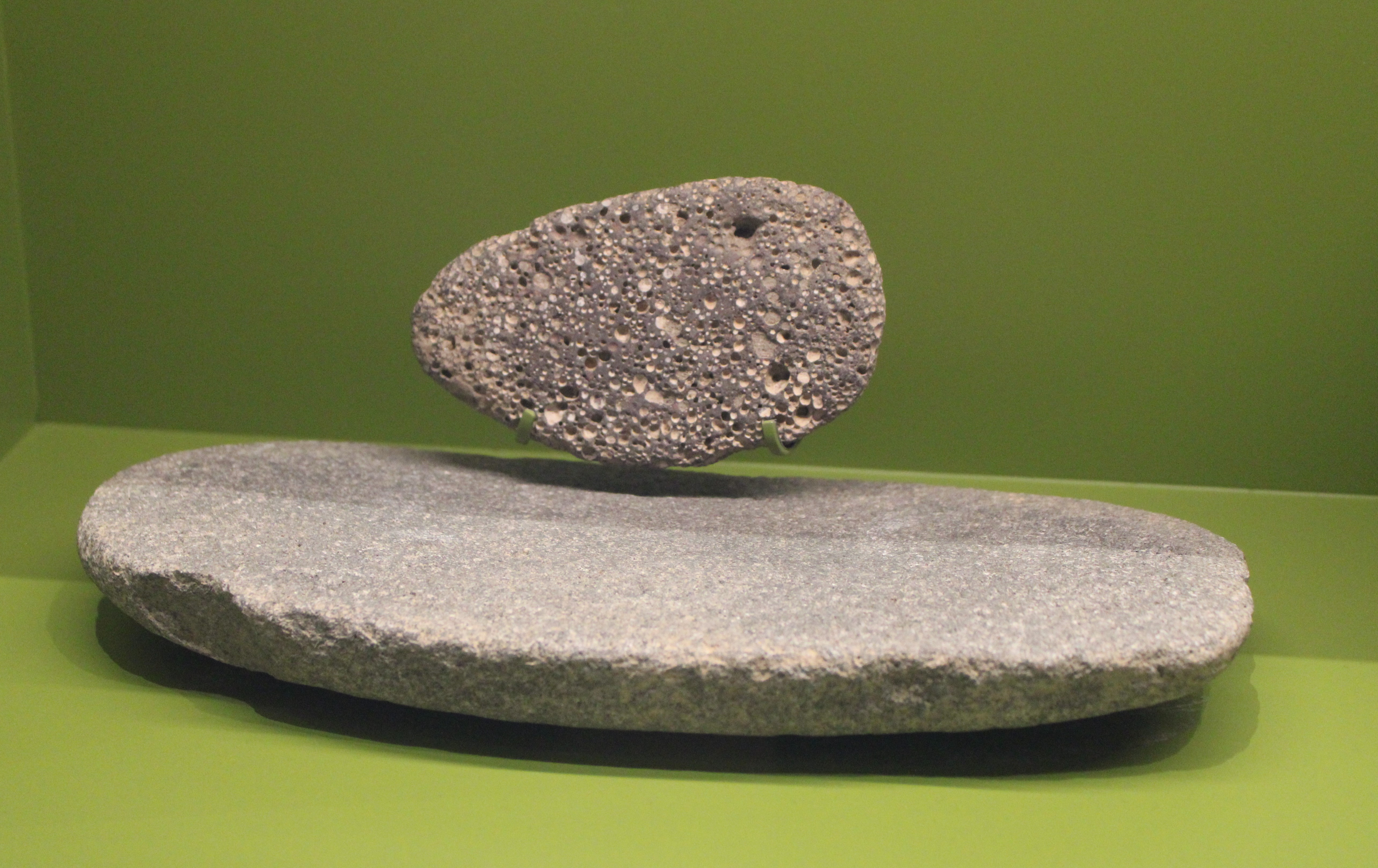
Petite et grande pierre servant à moudre des grains. Ashmolean Museum.
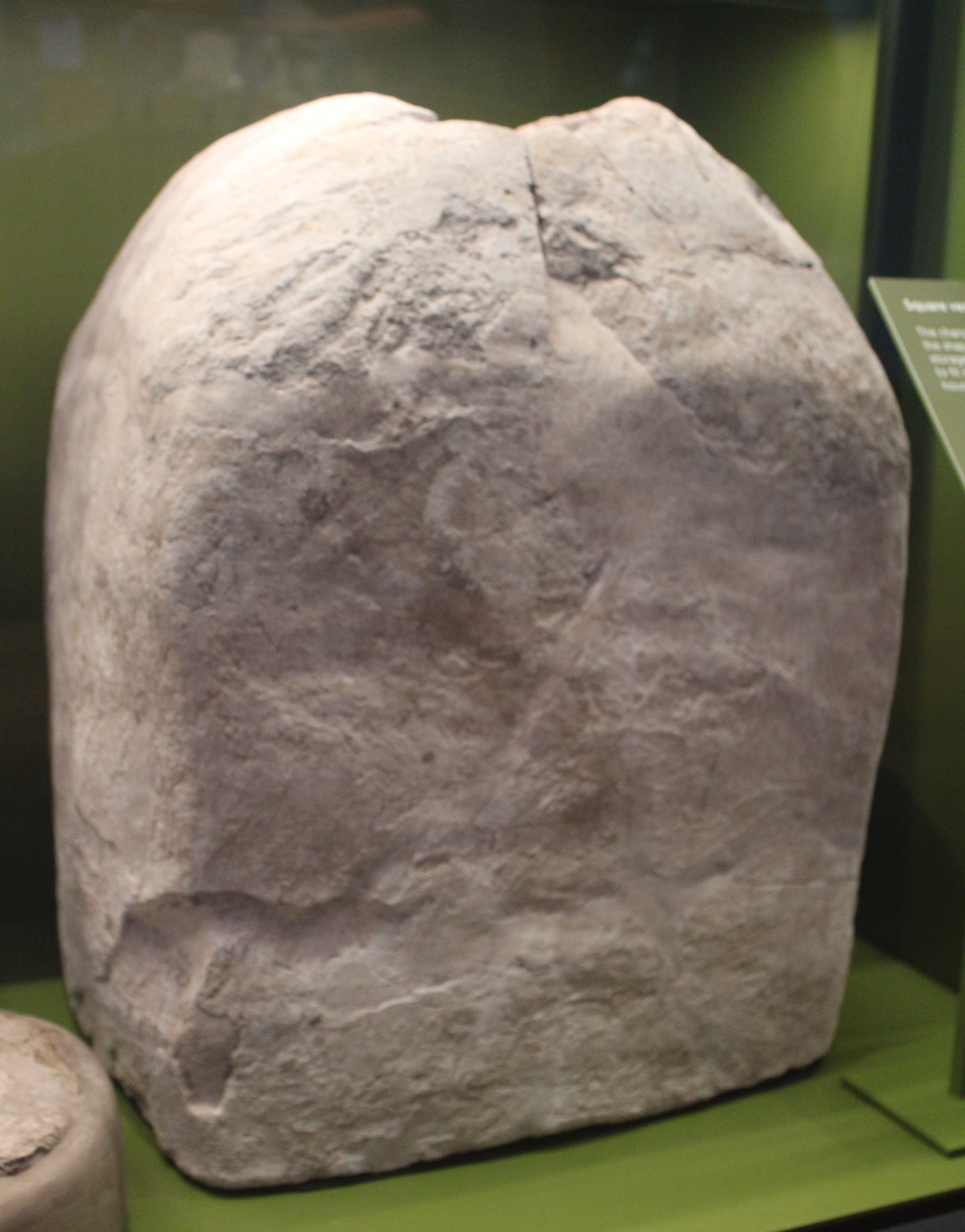
Contenant de stockage en plâtre. Sa forme permet de le placer dans un angle d'une pièce elle-même quadrangulaire. Ashmolean Museum.
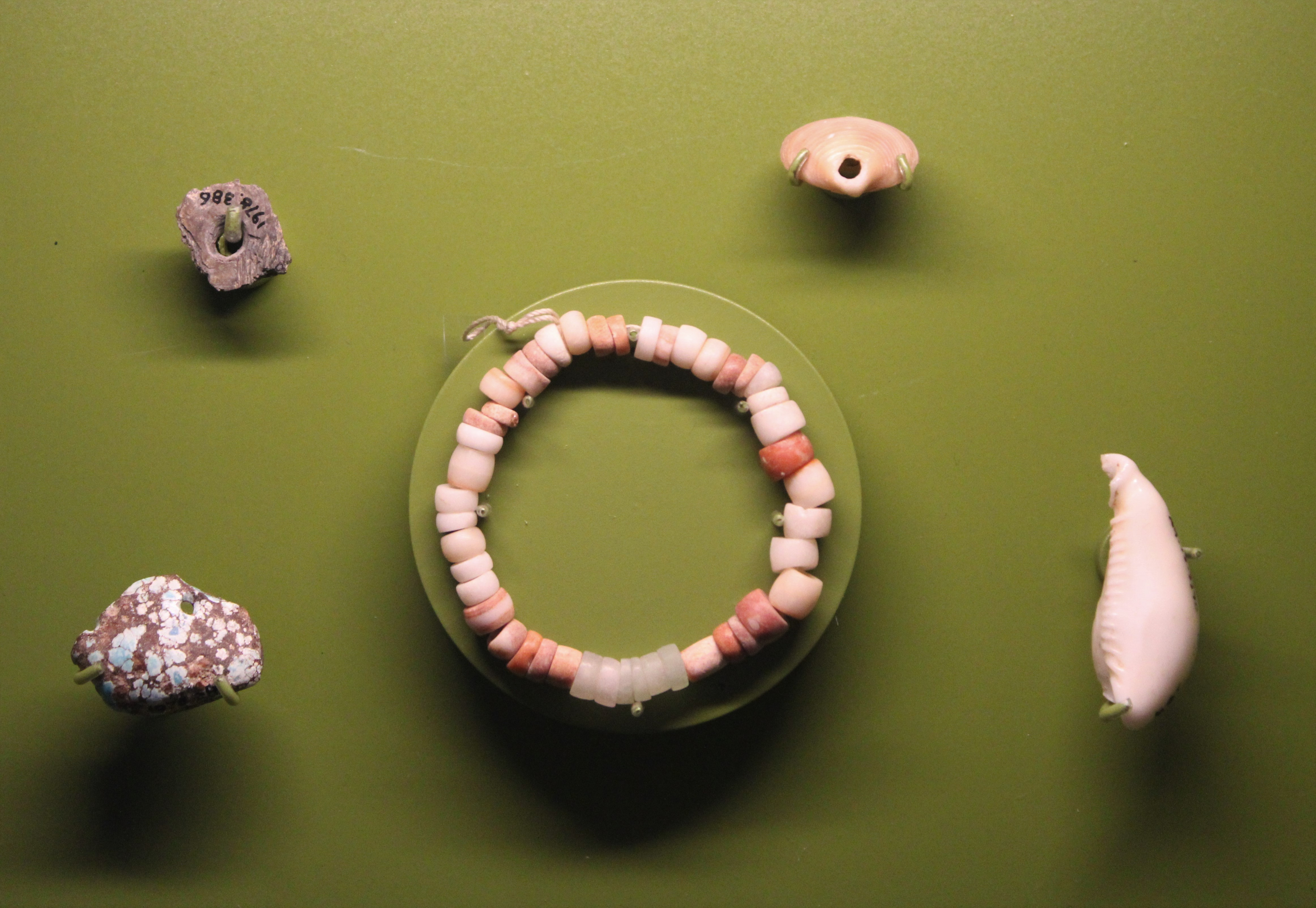
Ornements : collier en perles de pierre et de coquillage, pendentifs en os, turquoise et coquillage. Ashmolean Museum.
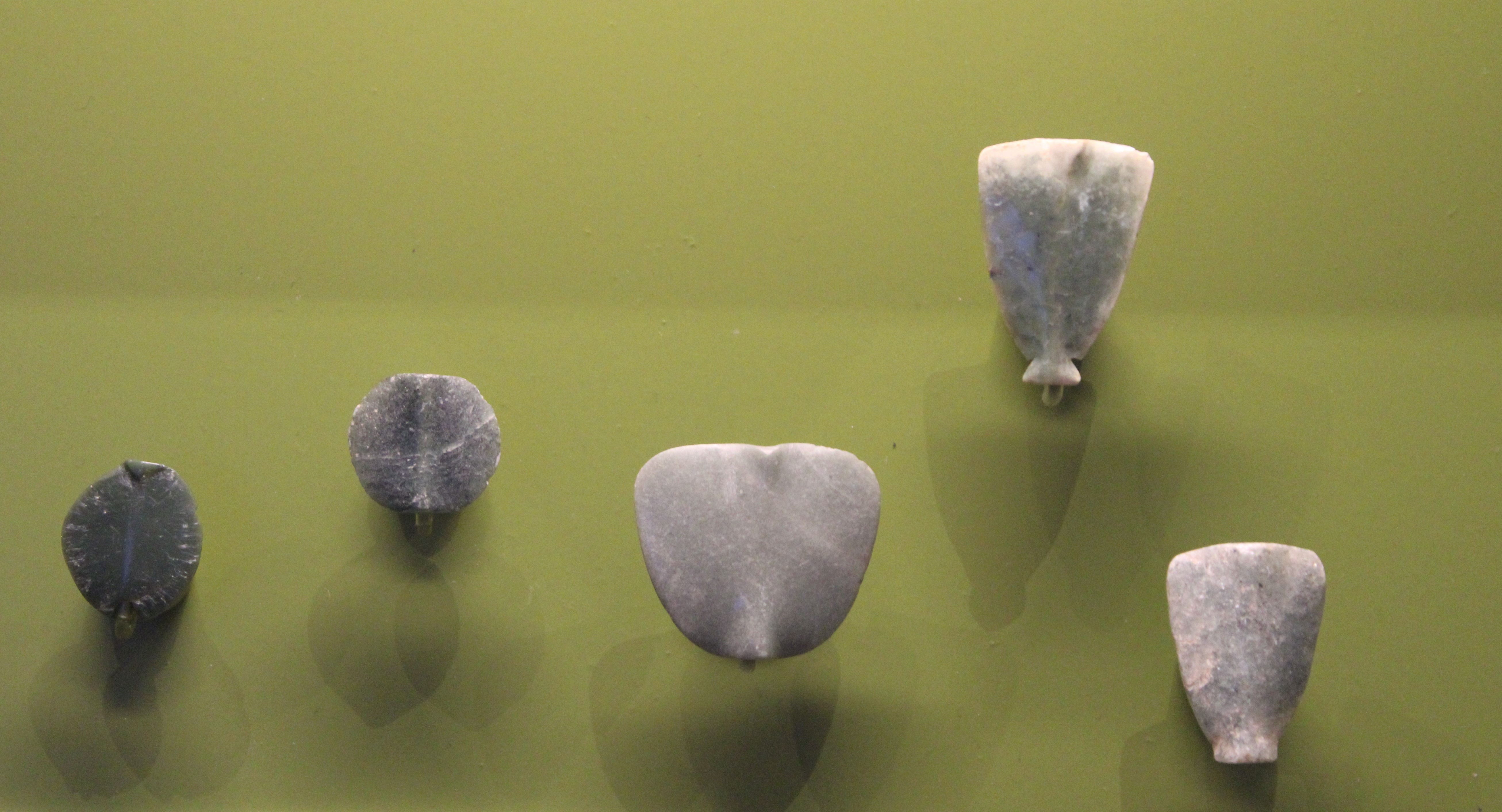
« Perles-papillons », parures. Ashmolean Museum.
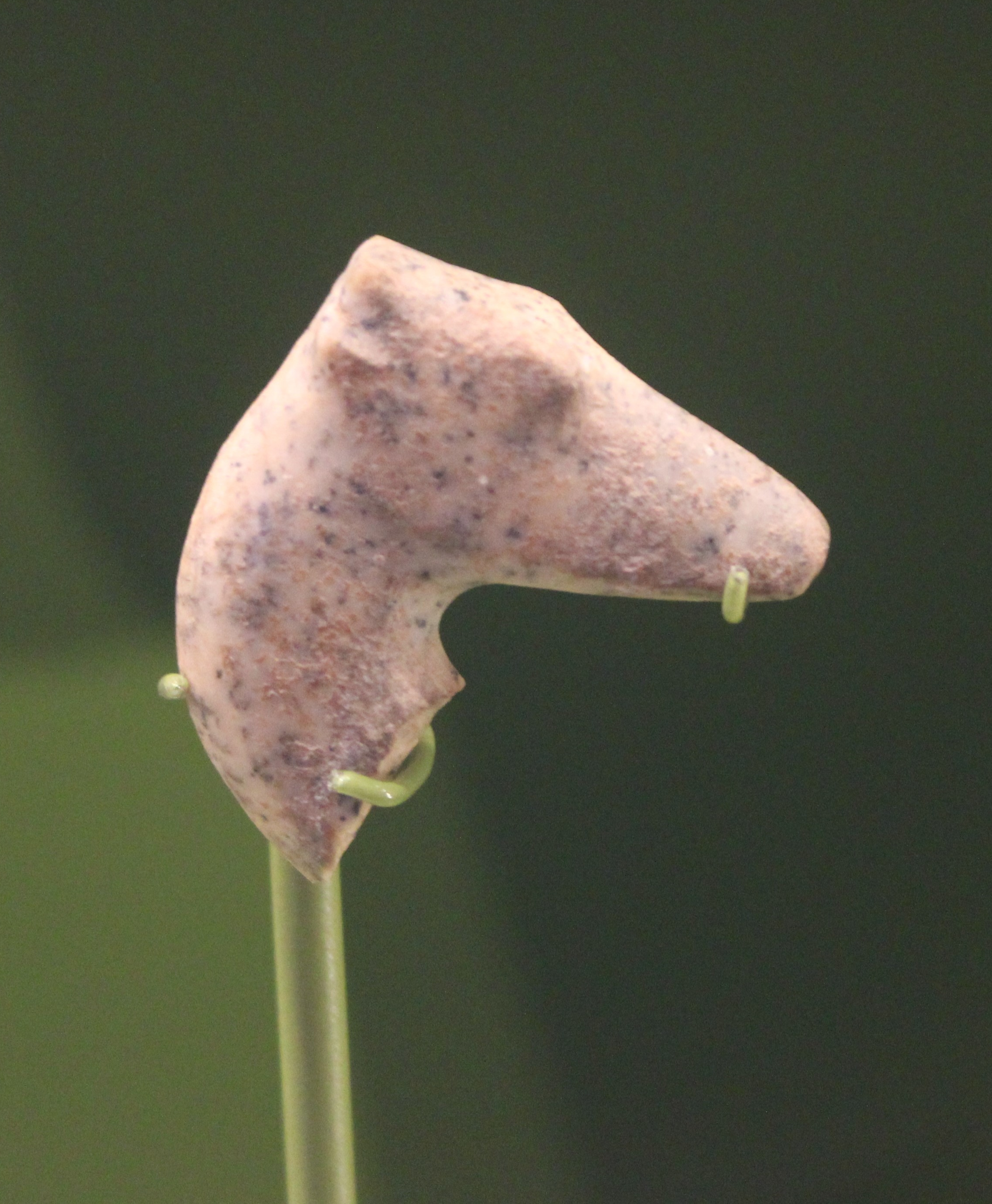
Tête de gazelle taillée dans du calcaire ; sans doute à l'origine une partie d'une figurine. Ashmolean Museum.